# Bewohnte Frau
Bewohnte Frau (spanisch La Mujer Habitada) ist ein Roman der nicaraguanischen Schriftstellerin Gioconda Belli. Im spanischsprachigen Original erschien das Werk 1988.
Der stark autobiografisch gefärbte Roman beschreibt die Lebens- und Liebesgeschichte von Lavinia Alarcón und Felipe Iturbe, die sich in einem Architekturbüro in Faguas, der Hauptstadt eines fiktiven, Nicaragua nachempfundenen lateinamerikanischen Landes, kennenlernen, beide am Widerstand gegen das Regime des „großen Generals“ teilnehmen und dabei umkommen.

## Inhalt
Der Roman erzählt in zwei Strängen vom Widerstand: In einem Strang erinnert sich eine indigene Frau namens Itzá aus dem 16. Jahrhundert, die in Gestalt eines Orangenbaums wiedergeboren wurde, an ihren Kampf zusammen mit dem Geliebten Yarince gegen die spanischen Konquistadoren. Der Orangenbaum steht vor dem Haus der jungen Architektin Lavinia, die im Begriff ist, ihre erste Stelle in einem Architekturbüro anzutreten. Dies ist der andere, der Hauptstrang des Romans. Indem Lavinia von den Orangen des Baumes isst, wird sie vom Widerstandsgeist der Ureinwohnerin beseelt. Sie verliebt sich in den Kollegen Felipe, der eines Nachts den verwundeten Widerstandskämpfer Sebastián in ihr Haus bringt. Dadurch zur Mitwisserin geworden, beginnt Lavinia, die aus einer der gutbürgerlichen Familien des Landes stammt, sich mit Hilfe der Krankenschwester Flor, die den verletzten Sebastián behandelte, für die Teilnahme am Widerstand gegen den „großen General“ zu entscheiden. Als General Vela, einer der Gefolgsleute des Diktators, das Architekturbüro mit dem Bau einer Prachtvilla beauftragt, wird Lavinia mit diesem Projekt betraut. Zu ihrer Überraschung muss sie, um nicht aufzufallen, in die bürgerliche Welt ihrer Herkunft zurückkehren und an einem sie total anödenden Debütantinnenball teilnehmen, was sie für immer hinter sich gelassen zu haben glaubte. Sie absolviert aber auch ein militärisches Wochenendtraining und verschafft durch ihre Arbeit an dem Haus des grausigen Folterers Vela dem Widerstand Detailinformationen, die einen größeren Schlag, die Operation Eureka, ermöglichen. Hierfür werden als unauffällige Autos Taxis benötigt; als Felipe eins zu requirieren versucht, erschießt ihn der Taxifahrer im Glauben, er sei ein gemeiner Räuber. Lavinia tritt an seine Stelle und beteiligt sich an dem Überfall auf das von ihr gebaute Haus des Generals Vela, den sie zum Schluss versteckt in seiner Waffenkammer entdeckt und erschießt, dabei allerdings auch selbst tödlich getroffen wird. Das letzte Wort hat wiederum die im Orangenbaum verborgene Ureinwohnerin: „Die Fackel ist entzündet, niemand wird sie mehr löschen können.“

## Bedeutung
Ein in seiner Struktur dem magischen Realismus und dem Diktatorenroman Lateinamerikas verpflichtetes Werk, dem die Integration der beiden Erzählstränge Widerstand gegen die Conquista und sandinistischer Widerstand gegen das Somoza-Regime der 1970er Jahre indes nicht bruchlos gelingt, zumal auch das starke feministische Anliegen der Autorin eine ganz unmagische Dimension ins Buch bringt. Gleichwohl gibt der Roman einen guten Einblick in Denk- und Handlungsweise der Frente Sandinista de Liberación Nacional, an der die Autorin sich aktiv, freilich nicht unter Verlust ihres Lebens, beteiligt hat. Umgekommen in diesem Kampf ist Idania Fernandez, ebenfalls in der nicaraguanischen Hauptstadt Managua (das im Roman Faguas heißt) geboren und nur dreieinhalb Jahre jünger als die Autorin. Auch ihre Biografie hat zu den Gestalten der Lavinia und der Flor beigetragen.

## Titel
Der Titel spielt auf die physische Bewohntheit einer Frau in der Schwangerschaft an. Gemeint ist hier jedoch die wiedergeborene Itzá, die sich auf dem Weg über genossene Orangen ins Innere der Protagonistin einschleicht, in ihr einnistet, ihre Entwicklung nicht steuert, aber offenbar doch beeinflusst und sogar imstande ist, Informationen aus ihrem Bewusstsein zu löschen. Sie tut es einmal, nachdem Flor Lavinia etwas über den (historischen, allerdings dem 18. Jahrhundert angehörigen) Kaziken Yarince erzählt hat, weil Itzá die Macht darüber, wie viel Lavinia über Itzás eigene Geschichte kennen lernen wird, behalten möchte.

## Ausgaben
- Gioconda Belli: Bewohnte Frau, aus dem nicaraguanischen Spanisch übersetzt von Lutz Kliche. München (DTV), 1991, ISBN 978-3-423-21011-9 (c) 1988 der deutschsprachigen Ausgabe: Peter Hammer Verlag, Wuppertal